# Marie og August Krogh Prisen
Marie og August Krogh Prisen er en forskerpris, der uddeles hvert år for at anerkende forskningsresultater inden for medicinsk og sundhedsvidenskabelig forskning. Prisen er opkaldt efter den danske fysiolog August Krogh og hans kone Marie Krogh, som begge ydede væsentlige bidrag til lægevidenskaben.